# Un miracle sous l'inquisition
Un miracle sous l'inquisition er en fransk stumfilm fra 1904 af Georges Méliès.